# Hmar jezik
Hmar jezik (ISO 639-3: hmr; hamar, hmari, mhar; hmarski jezik), sinotibetski jezik centralne kuki-činske podskupine, kojim govori 50 000 ljudi(1997) u Assamu (distrikti North Cachar i Cachar); Manipur (Tipaimukh, Churachandpur), 35 sela; Mizoram (Aizawl), Tripura.
Srodan mu je Zou [zom]. Etrnički Hmari koji žive u Mizoramu govore jezikom mizo [lus]; u upotrebi je i asamski jezik.

## Vanjske poveznice
- Ethnologue (14th)
- Ethnologue (15th)